# Іполит Вартагава
Іполи́т Петро́вич Вартага́ва  (груз. იპოლიტე ვართაგავა;11 лютого 1872 — 6 січня 1967) — грузинський літературознавець. Досліджував історію грузинської літератури 19 століття. Бував в Україні.
Брав активну участь у відзначенні шевченківських ювілеїв 1911 та 1914 років. Надсилав до Грузії статті та інформації про вшанування пам'яті Тараса Шевченка в Україні. В журналі «Театрі да цховреба» («Театр і життя», 1914, № 1) опублікував статтю «Поезія Т. Г. Шевченка».